# Juan Bautista Barthe
Juan Bautista Barthe (Guadix ? – 4 de setembre de 1853) fou un antiquari espanyol, que va ocupar diversos càrrecs públics i fou acadèmic de la Reial Acadèmia de la Història.

## Biografia
Es creu que era originari de Guadix, i no es coneix gaire sobre la seva formació, però sí que tenia preferència per la numismàtica i l'epigrafia. Va treballar d'Oficial Major de la Policia a Sevilla i de Secretari de la Policia a Jaén. El 1829 fou regidor de l'ajuntament de Guadix, el 1843 consiliari de la Diputació Provincial de Madrid i des de 1850 administrador principal de Correus de Toledo.
Ja el 1827 es va interessar pels relleus d'Acci (Guadix), i treballà com a antiquari per a la Reial Acadèmia de la Història, a la que estava vinculat des de 1829. En febrer de 1836 en fou admès com a supernumerari i el 1847 com a numerari. El 12 de març de 1847 fou encarregat de l'arranjament i custòdia de la col·lecció de monedes de l'Acadèmia. Quan va morir va cedir la seva col·lecció personal de monedes a la Reial Acadèmia de la Història.

## Obres
- Medallas de proclamación de S.M. la Reina Doña Isabel II (1841)
- Colección de documentos para la historia monetaria de España (1843)